# Hongarije op het Eurovisiesongfestival 2019

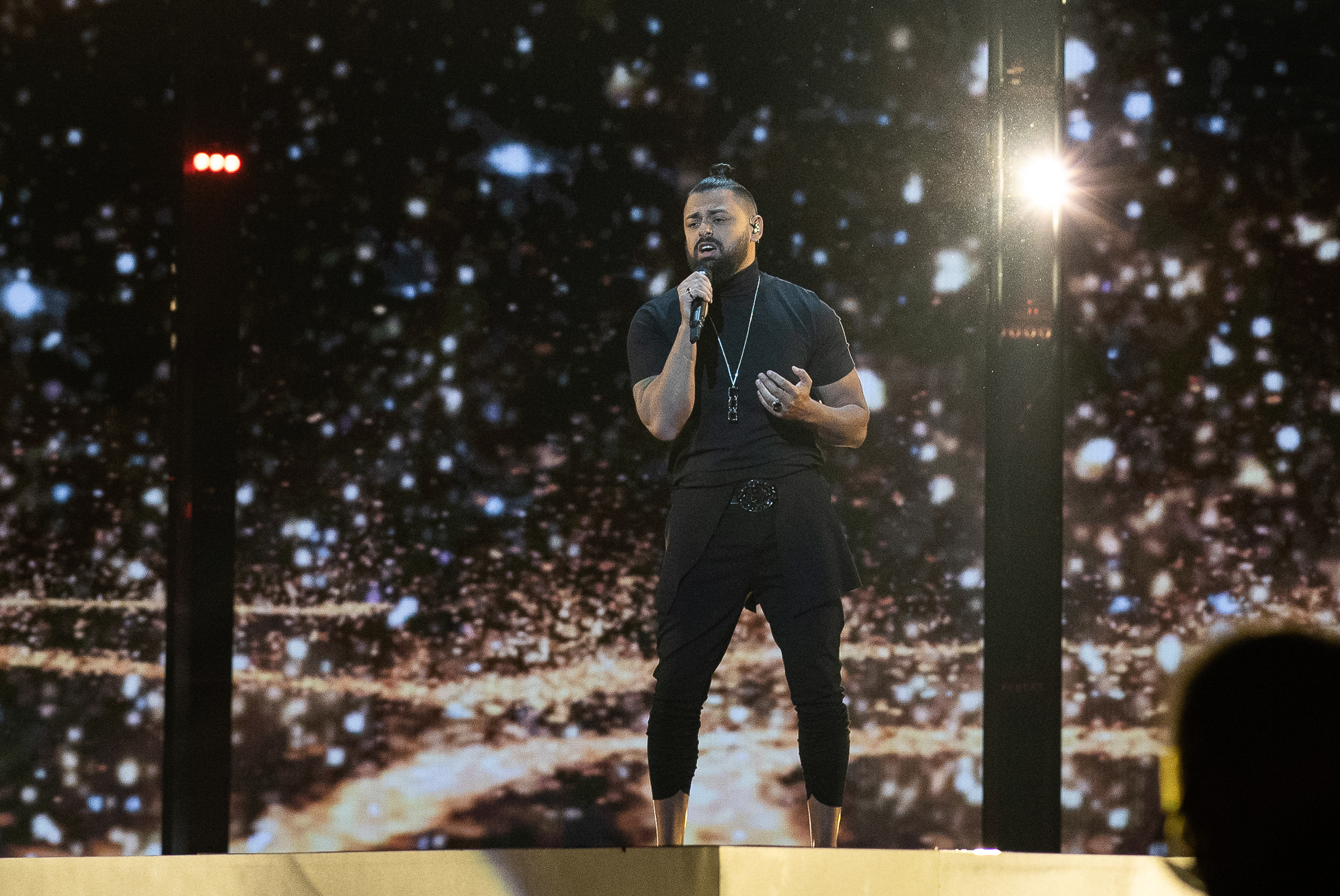
Joci Pápai tijdens de repetities in Tel Aviv.

Hongarije nam deel aan het Eurovisiesongfestival 2019 in Tel Aviv, Israël. Het was de 17de deelname van het land aan het Eurovisiesongfestival. MTV was verantwoordelijk voor de Hongaarse bijdrage voor de editie van 2019. Joci Pápai strandde in Tel Aviv in de halve finale met het lied Az én apám.

## Selectieprocedure
Net zoals de voorbije jaren werd hetzelfde format gekozen om de Hongaarse kandidaat te vinden. Er werden 30 kandidaten gekozen.
Dertig artiesten traden aldus aan in een van de drie voorrondes. Uit elke voorronde gingen er zes door naar de volgende ronde. Elk jurylid gaf elke artiest een bepaalde score op een schaal van 1 tot 10, vergelijkbaar met een schoolcijfer. Het publiek kon ook een score geven, middels een speciale mobiele applicatie. De scores van de juryleden en het publiek samen bepaalden de eindscore. De vijf artiesten met de hoogste scores plaatsten zich voor de halve finales. In het geval van een gelijke stand besliste de jury welke artiest(en) zich plaatste(n) voor de halve finales. Daarna werd het zesde ticket voor de halve finales bepaald door het publiek.
In de halve finales, waarin telkens negen artiesten aantraden, gingen telkens vier artiesten door (middels een vergelijkbaar systeem, alleen gingen nu enkel de drie artiesten met de hoogste score gegarandeerd door). In de finale koos de vakjury eerst vier superfinalisten. Vervolgens kreeg het publiek het laatste woord over wie Hongarije zou mogen vertegenwoordigen in Tel Aviv.

## A Dal 2019

### Superfinale
| Volgorde | Artiest         | Lied        |
| -------- | --------------- | ----------- |
| 1        | Acoustic Planet | Nyári zápor |
| 2        | Bogi Nagy       | Holnap      |
| 3        | Joci Pápai      | Az én apám  |
| 4        | Bence Vavra     | Szótlanság  |

## In Tel Aviv
In Tel Aviv trad Joci aan als 7de artiest in de eerste halve finale. Hij zong na Lake Malawi uit Tsjechië, en voor Zena uit Wit-Rusland. Op het einde van de avond werd duidelijk dat Hongarije niet bij de geselecteerde finalisten zaten. Na afloop van de finale op zaterdag bleek dat Hongarije op de 12de plaats was gestrand met 97 punten. De jury's plaatsten het lied wel 9de met 65 punten, maar bij de televoting eindigde de zanger 14de met 32 punten. 
1994 · 1995 · 1996 · 1997 · 1998 · 1999-2004 · 2005 · 2006 · 2007 · 2008 · 2009 · 2010 · 2011 · 2012 · 2013 · 2014 · 2015 · 2016 · 2017 · 2018 · 2019 · 2020-2025
Albanië · Armenië · Australië · Azerbeidzjan · België · Cyprus · Denemarken · Duitsland · Estland · Finland · Frankrijk · Georgië · Griekenland · Hongarije · Ierland · IJsland · Israël · Italië · Kroatië · Letland · Litouwen · Malta · Moldavië · Montenegro · Nederland · Noord-Macedonië · Noorwegen · Oostenrijk · Polen · Portugal · Roemenië · Rusland · San Marino · Servië · Slovenië · Spanje · Tsjechië · Verenigd Koninkrijk · Wit-Rusland · Zweden · Zwitserland